# Belén, Motozintla
Belén är en ort i Mexiko.   Den ligger i kommunen Motozintla och delstaten Chiapas, i den sydöstra delen av landet, 900 km sydost om huvudstaden Mexico City. Belén ligger 2 422 meter över havet och antalet invånare är 163.
Terrängen runt Belén är huvudsakligen bergig, men den allra närmaste omgivningen är kuperad. Runt Belén är det ganska tätbefolkat, med 172 invånare per kvadratkilometer. Närmaste större samhälle är Motozintla de Mendoza, 16,5 km norr om Belén. I omgivningarna runt Belén växer i huvudsak städsegrön lövskog.